# Propicroscytus oryzae
Propicroscytus oryzae är en stekelart som först beskrevs av Subba Rao 1973.  Propicroscytus oryzae ingår i släktet Propicroscytus och familjen puppglanssteklar. Inga underarter finns listade i Catalogue of Life.